# Улица Ленина (Калуга)
Улица Ленина — улица в Калуге, начинается у Вокзальной площади, проходит до улицы Кутузова, одна из главных транспортных магистралей города.

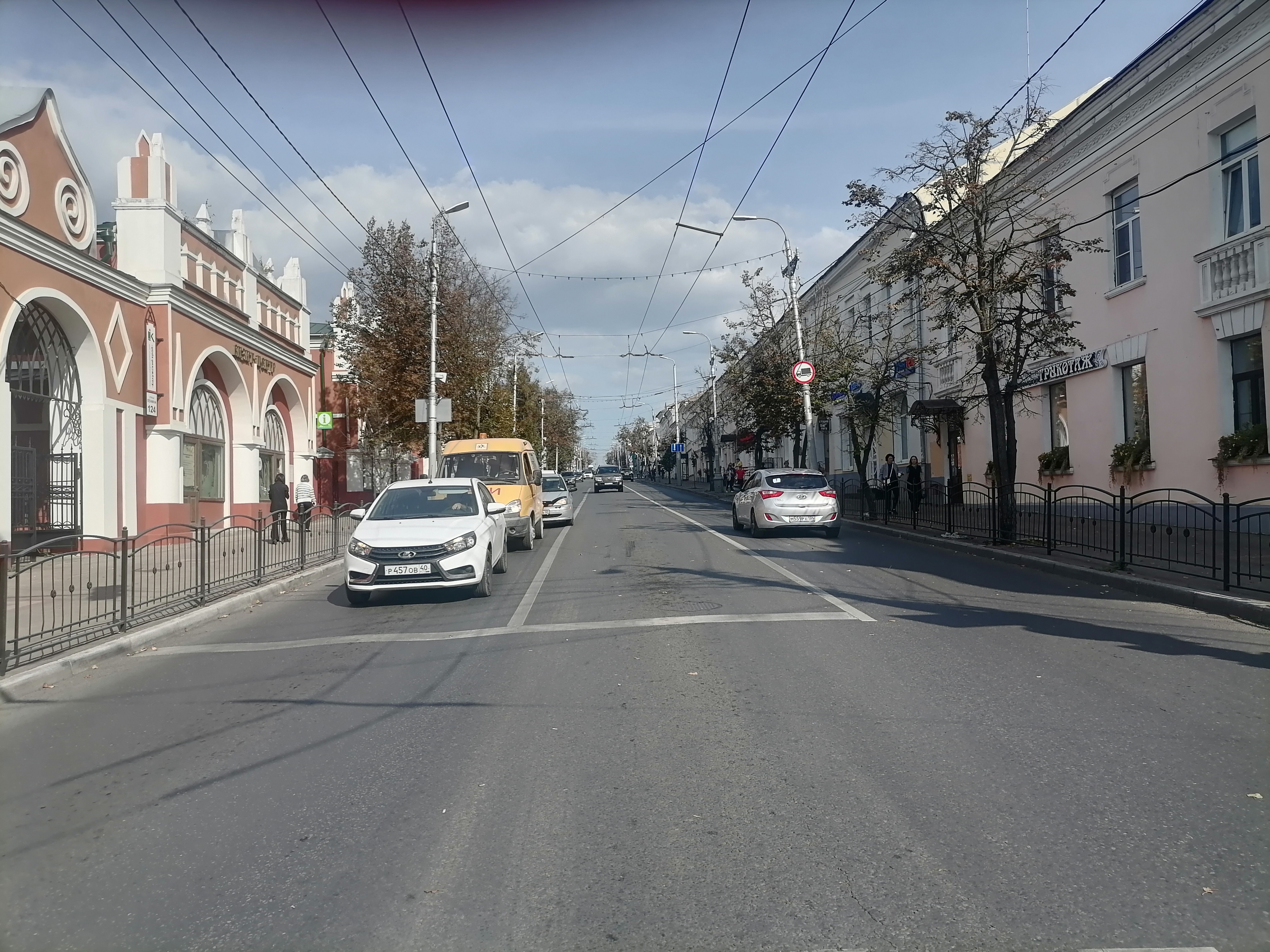
Вид улицы у комплекса Гостиного двора

## История
Проложена в конце ХVIII века согласно регулярному градостроительному плану Калуги, как более прямой и широкий дублёр прежней Московской дороги (ныне — Московская улица). Получила название Новая Большая Московская.
К началу XIX века части Большой Московской улицы получили новые названия — верхняя часть (от современного Концертного зала, д. 60, до сквера имени Карпова) стала просто Московской, нижняя (от сквера имени Карпова до площади Старый Торг) — Никитской, по расположенному там Никитскому храму (ныне — церковь Рождества Богородицы, д. 106, стр. 1). В разные годы её также назвали Киевская, Харьковская, Архангельская. Новый участок улицы от Московских ворот (Концертного зала) до района железнодорожного вокзала, получил название Ямской, здесь компактно селились калужские ямщики.
В самом начале улице, примыкающем к площади Старый торг, в середине XIX века размещалась ресторация и гостиница «Киев». С 1858 года ею управлял петербургский купец и французский подданный Жан-Луи Кулон. Гостиница продолжила носить его имя и при других хозяевах. В 1859 году у Кулона на некоторое время поселился плененный руководитель освободительного движения народов Дагестана и Чечни Шамиль, пока для него не подготовили отдельный дом.
В 1974 году в конце Ямской улицы был открыт железнодорожный вокзал. С тех пор улица стала постепенно заселяться семьями железнодорожных рабочих. В начале 1890-х годов на этой же улице (ныне ул. Ленина, д. 9) для них открылось высшее начальное училище. Для железнодорожных путей был возведён висячий железнодорожный мост на четырёх каменных столбах с тремя пролётами (проезжим посередине и пешеходными боковыми), у моста улицу пересекала ветка железной дороги от товарной станции к лесопильным завода на берегу Оки.
В 1909 году по улице прошел первый в Калуге пассажирский автобус: от Московских ворот до Загородного сада.
С установлением советской власти Ямская улица была переименована в ул. Желябова, ул. Московская — в Советскую, а Никитская — в ул. Революции. Перед войной ул. Желябова присоединили к Советской.
В 1930-х годах была разобрана Благовещенская церковь, территорию превратили в сквер, на месте церкви установили фонтан и бюст лётчика-истребителя, дважды Героя Советского Союза А. Т. Карпова. В 1932 году также были разобраны Московские ворота.
В 1950 году улицу Революции переименовали в ул. Сталина. В 1956 году по улице прошёл маршрут первого калужского троллейбуса. В 1961 году улица получила своё современное название в честь Ленина.
В 2014 году в связи со столетием со дня рождения безымянный сквер в конце улицы перед городским вокзалом было решено назвать именем уроженца Калуги композитора Серафима Туликова (1914—2004).

## Достопримечательности
- Сквер имени С. Туликова[9]
- д. 9 — Высшее начальное железнодорожное училище
- Сквер 50 лет ВЛКСМ, Паровоз Л-3540
- д. 57 — Музей спортивной славы
- Обелиски Московской заставы
- д. 64 — Дом с магазином купца Домогацкого
- д. 65А — Дом Толстых
- д. 70А — Дом Польман
- д. 75 — Дом с магазином купца Петра Степановича Ракова
- д. 77 — Дом художника
- д. 79 — Дом Калашникова
- Сквер имени Карпова
- д. 83 — Дом директора гимназии
- Сквер имени Карла Маркса
- сквер имени Александра Леонидовича Чижевского, Люстра Чижевского
- д. 87 — мурал Чижевского[10]
- д, 99 — Дом купца А. Ф. Горбунова
- д. 103 — Калужский музей изобразительных искусств, информационно-образовательный и выставочный центр
- д. 104 — Дом Чистоклетовых
- д. 104, стр. 1 — Усадьба Билибиных
- д. 106 — Церковь Рождества Пресвятой Богородицы, Музей истории православия на Калужской земле
- д. 107 — Ансамбль зданий консистории
- д. 115 — Дом Губкиных
- д. 116 — Галерея живописи и графики Владислава Собинкова, Дом архитектора, Музей стекла Алексея Зеля
- д. 119 — Гостиница Кулон
- д. 121 — Дом с лавками
- д. 123 — Книжная лавка купца Грудакова

## Известные жители
д. 69 — П. Т. Перминов (1918—1984, мемориальная доска)
д. 61 — М. В. Клеванов (1933—2014, мемориальная доска)
д. 62 — Ю. Нелединский-Мелецкий

## Галерея

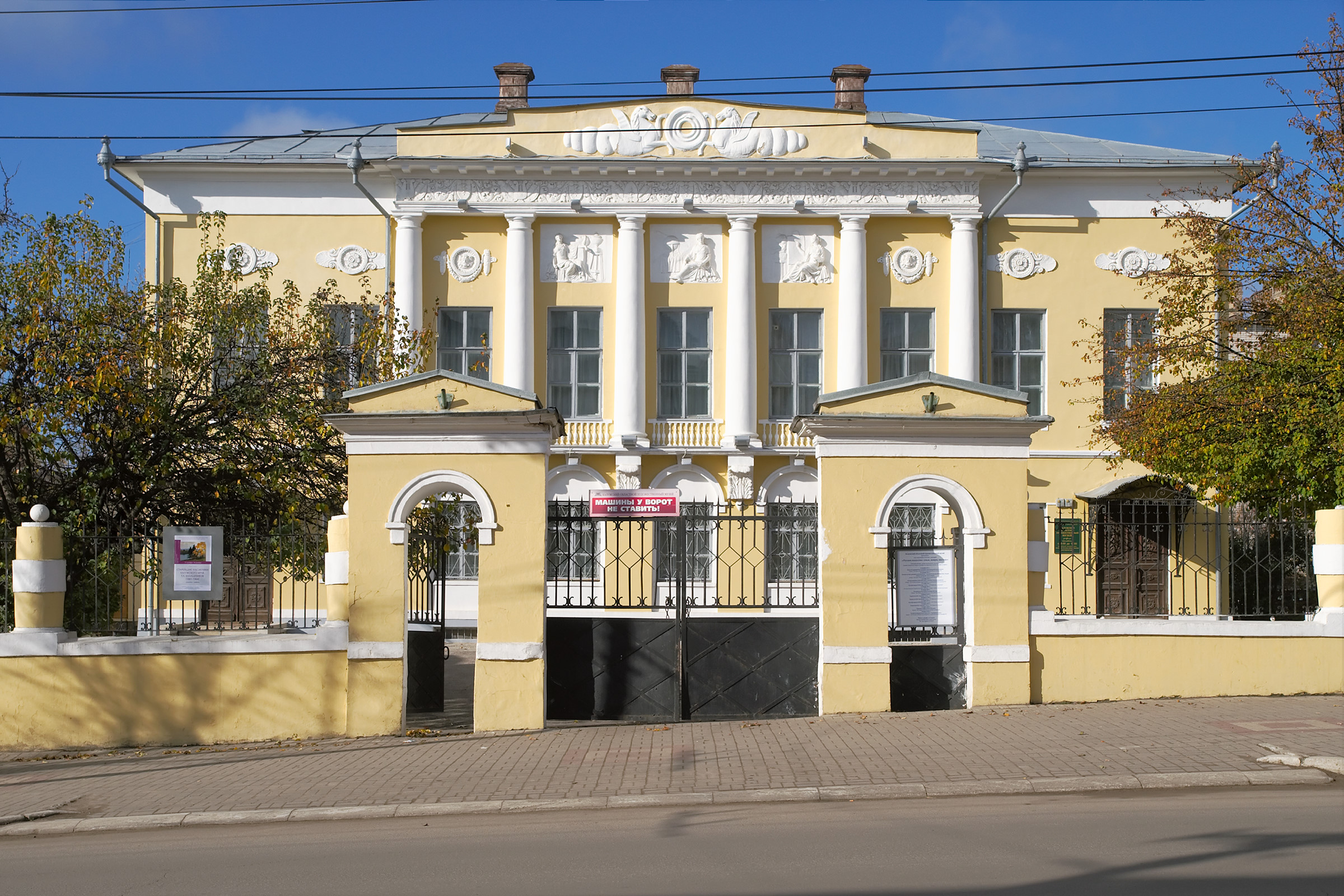
Калужский областной художественный музей
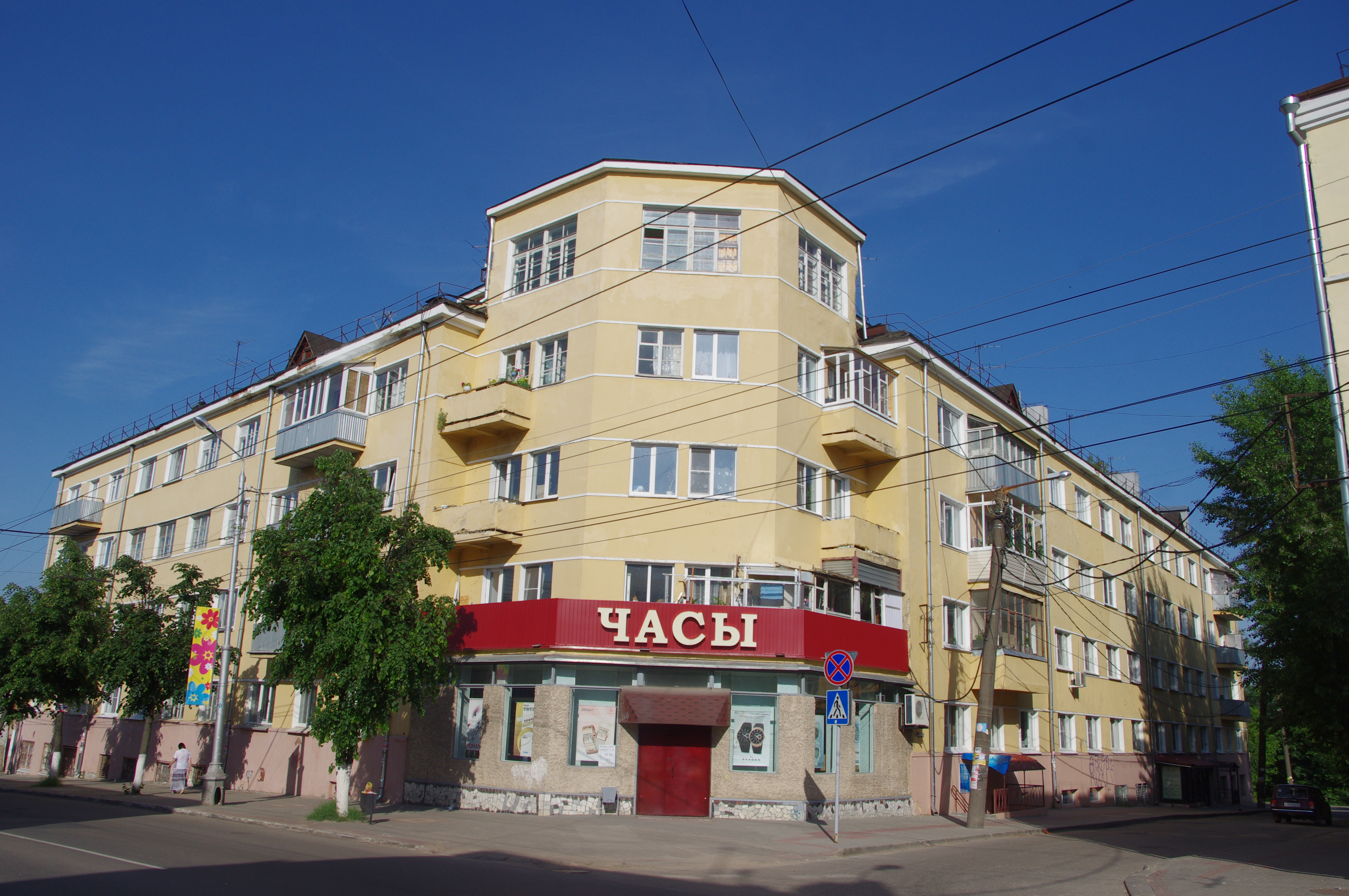
д. 100
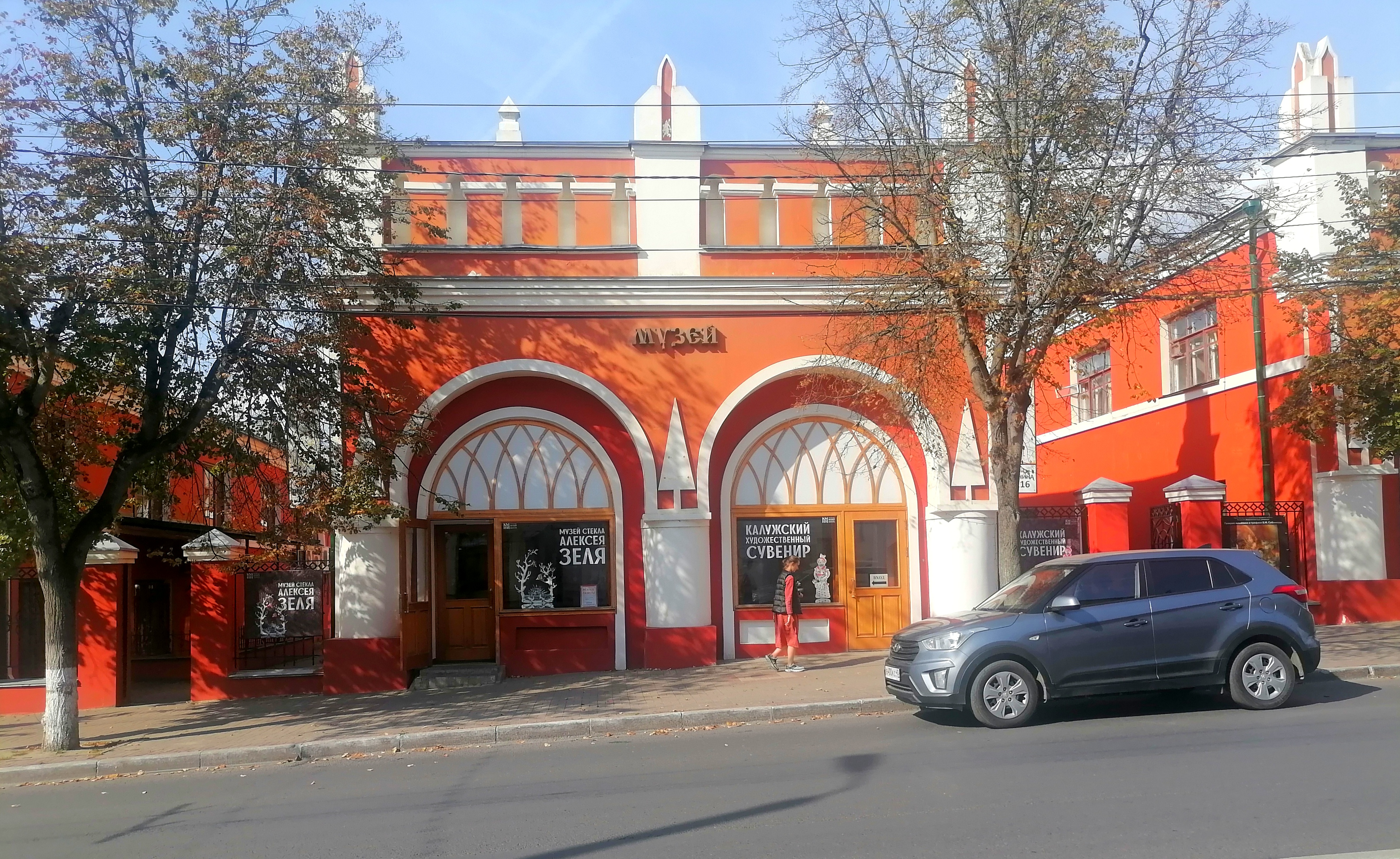
корпус гостиного двора
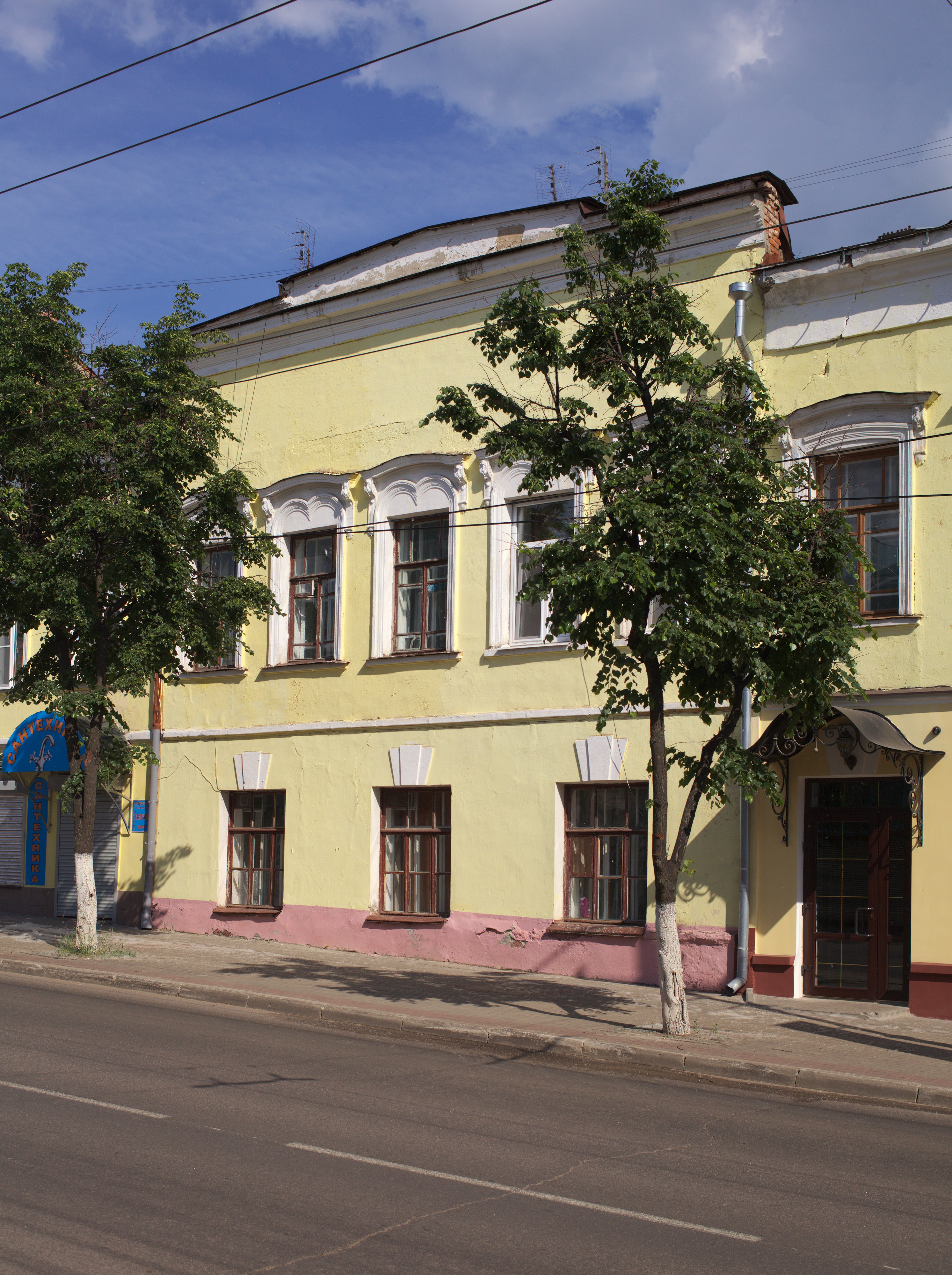
д. 119, бывшая гостиница «Кулон»
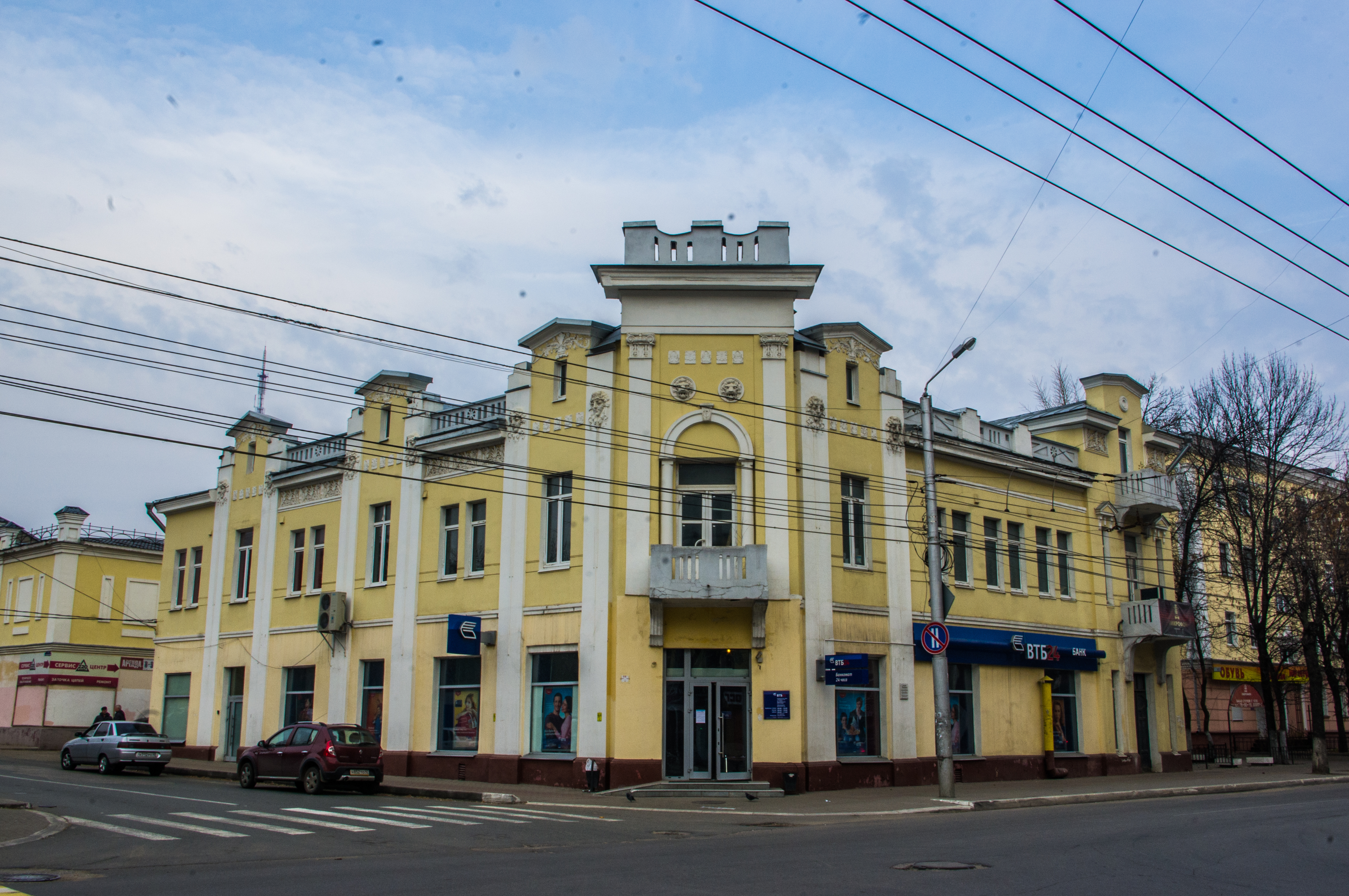
Дом Домогацкого